# Brignoliella massai
Brignoliella massai es una especie de arañas araneomorfas de la familia Tetrablemmidae.

## Distribución geográfica
Es endémica de Célebes (Indonesia).